# Fieseler F 2 Tiger
Fieseler Fi 2 hay còn gọi là F2 Tiger, là máy bay nhào lộn trên không hai tầng cánh của Đức đã giành chiến thắng trong cuộc thi nhào lộn thế giới (WAC) năm 1934, người điều khiển nó giành chiến thắng là Gerhard Fieseler. Fieseler từng là một phi công lái máy bay tiêm kích của Đức trong Chiến tranh Thế giới I, đã bắn hạ 20 máy bay của đối phương. Năm 1934, cuộc thi nhào lộn trên không thế giới tổ chức ở Paris là cuộc thi đầu tiên của môn thể thao này, trong cuộc thi này đã xảy ra vài tai nạn và 2 phi công tử nạn, nhưng cuộc thi vẫn được tiến hành và Fieseler đã giành chiến thắng, đánh bại đối thủ cạnh tranh là Michel Detroyat của Pháp (Michel Detroyat lái một chiếc M.S.225) số điểm của hai người lần lượt là 645,2 và 622,9.
F2 Tiger là cơ sở hình thành những loại máy bay sau đó, bao gồm cả Fieseler F5. Nó được công ty máy bay Fieseler Flugzeugbau (sau này là Gerhard Fieseler Werke) chế tạo, đây là một công ty con của Fieseler. Fi 2 đóng một vai trò quan trọng trong ngành hàng không của Đức.

## Tính năng kỹ chiến thuật (Fi 2)

### Đặc điểm riêng
- Tổ lái: 1
- Chiều dài: 6,85 m
- Sải cánh: 8,16 m
- Chiều cao: 2,80 m
- Diện tích cánh: 23,00 m²
- Trọng lượng rỗng: 800 kg
- Trọng lượng có tải: 1200 kg
- Động cơ: 1 động cơ piston Triebwerk Walter Pollux I" 420 PS

### Hiệu suất bay
- Vận tốc cực đại: 240 km/h
- Vận tốc hành trình: 210 km/h
- Tầm bay: 750 km